# 因弗內斯公園 (加利福尼亞州)
因弗內斯公園（英語：Inverness Park）是位於美國加利福尼亞州馬林縣的一個非建制地區。該地的面積和人口皆未知。

## 地理
因弗內斯公園的座標為38°03′50″N 122°49′22″W / 38.06389°N 122.82278°W，而該地的平均海拔高度為45米（即148英尺）。